# پونته نیتزا
پونته نیتزا (به ایتالیایی: Ponte Nizza) یک کومونه در ایتالیا است که در استان پاویا واقع شده‌است. پونته نیتزا ۲۳٫۱ کیلومتر مربع مساحت و ۸۵۸ نفر جمعیت دارد.